# Torneo Internacional de Fútbol Femenino UBER de 2019
El Torneo Internacional de Fútbol Femenino UBER 2019 fue la IX edición del torneo amistoso femenino a nivel de selecciones nacionales absolutas de América del Sur y América del Norte. Se llevó a cabo desde el 29 de julio al 1 de septiembre en Brasil.
El torneo es de carácter amistoso y el defensor del título es Brasil. El torneo es reanudado después de su última edición en 2016

## Sedes
La Confederación Brasileña de Fútbol y la Federação de Futebol do Distrito Federal confirmaron la ciudad de São Paulo como sede del torneo.
| São Paulo | São Paulo        |
| --------- | ---------------- |
| São Paulo | Estadio Paecambú |
| São Paulo | Aforo: 40 199    |
| São Paulo |                  |

## Formato de competición
En torneo se jugará en forma de cuadrangular con 2 rondas. En la ronda de Semifinales los perdedores disputarán el partido por el tercer puesto, y los ganadores se cruzarán en la final, la cual consagrará al campeón. En caso de empate en cualquiera de las rondas, se definirá al ganador por medio de los tiros desde el punto penal.

## Equipos participantes
Participan 4 selecciones nacionales de fútbol afiliadas a la Conmebol y Concacaf
| Confederación | Confederación | Confederación | Confederación |
| Concacaf      | Conmebol      | Conmebol      | Conmebol      |
| ------------- | ------------- | ------------- | ------------- |
| Costa Rica    | Argentina     | Brasil        | Chile         |

## Cuadrangular
|  | Semifinales | Semifinales |        |       | Final        | Final        |  |
|  |             |             |        |       |              |              |  |
|  |             |             |        |       |              |              |  |
|  | Chile       | 1           |        |       |              |              |  |
|  | Chile       | 1           |        |       |              |              |  |
|  | Costa Rica  | 0           |        |       |              |              |  |
|  | Costa Rica  | 0           |        | Chile | 0            |              |  |
|  |             |             |        | Chile | 0            |              |  |
|  |             |             | Brasil | 0     |              |              |  |
|  | Brasil      | 5           | Brasil | 0     |              |              |  |
|  | Brasil      | 5           |        |       |              |              |  |
|  | Argentina   | 0           |        |       | Tercer lugar | Tercer lugar |  |
|  | Argentina   | 0           |        |       | Tercer lugar | Tercer lugar |  |
|  |             |             |        |       |              |              |  |
|  |             |             |        |       | Costa Rica   | 3            |  |
|  |             |             |        |       | Costa Rica   | 3            |  |
|  |             |             |        |       | Argentina    | 1            |  |
|  |             |             |        |       | Argentina    | 1            |  |
|  |             |             |        |       |              |              |  |

#### Semifinales
| 29 de agosto de 2019 | Chile    | 1:0 (0:0) | Costa Rica | Estadio Pacaembú, São Paulo |  |
|                      | Aedo 47' | Reporte   |            |                             |  |

| 30 de agosto de 2019 | Brasil | 5:0 (3:0) | Argentina | Estadio Pacaembú, São Paulo |  |

#### Tercer Lugar
| 31 de agosto de 2019 | Costa Rica | 3:1 (0:1) | Argentina | Estadio Pacaembú, São Paulo |  |

#### Final
| 1 de septiembre de 2019 | Chile                                                           | 0:0 (0:0) (5:4 p.)         | Brasil                                                        | Estadio Pacaembú, São Paulo |  |
|                         |                                                                 | Reporte                    |                                                               |                             |  |
|                         |                                                                 | Tiros desde el punto penal |                                                               |                             |  |
|                         | Lara · Balmaceda · Hidalgo · Pardo · Endler · Roa · Aedo · Toro |                            | Raquel · Mónica · Chu · Pia · Luana · Bruna · Fabiana · Joyce |                             |  |

| Bandera de Chile |
| Campeón Chile    |
| 1.º título       |

## Estadísticas
Tabla General
| Pos. | Equipo     | Pts | PJ | PG | PE | PP | GF | GC | Dif. | Rend.  |
| ---- | ---------- | --- | -- | -- | -- | -- | -- | -- | ---- | ------ |
| 1    | Chile      | 4   | 2  | 1  | 1  | 0  | 1  | 0  | 1    | 90,48% |
| 2    | Brasil     | 4   | 2  | 1  | 1  | 0  | 5  | 0  | 5    | 85%    |
| 3    | Costa Rica | 3   | 2  | 1  | 0  | 1  | 3  | 2  | 1    | 45%    |
| 4    | Argentina  | 0   | 2  | 0  | 0  | 1  | 1  | 8  | -7   | 0%     |